# 滑板鞋

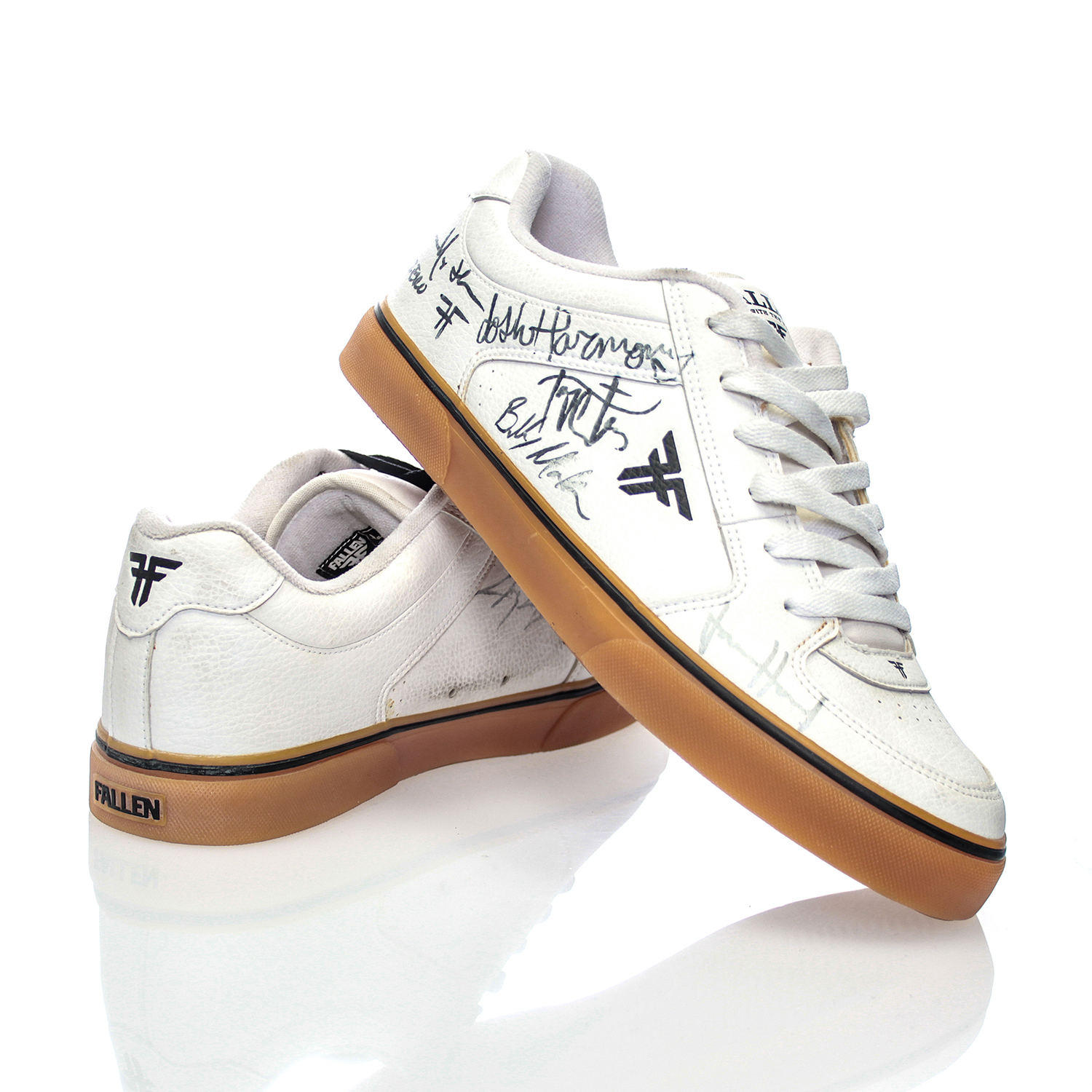
一雙Fallen Footwear出產的滑板鞋，上有滑板手Jamie Thomas、Josh Harmony與Billy Marks的簽名。

滑板鞋，或簡稱板鞋，是專門設計和製造用於滑板的鞋類。儘管有許多非速滑運動員選擇穿滑冰鞋，但滑冰鞋的設計包括許多專為滑板運動而設計的功能，包括具有最小胎面花紋或無花紋的硫化橡膠或聚氨酯鞋底，合成皮革或麂皮鞋面，以及兩次或三次縫合可延長鞋面材料的使用壽命，通常使用低矮的軟墊舌頭以保持舒適。
滑冰鞋公司已在其鞋中集成了許多特殊功能。這些創新具有許多功能，包括防止“腳跟瘀傷”（因高距離著陸而造成的腳部著陸嚴重損壞腳後跟區域），通過增加靈活性來增強“滑板感覺”以及增強抓地力。

## 主要功能
這些包括但不限於：
- Ollie貼片（Vision Street Wear / Airwalk-1980年代）
- 杯底
- 硫化橡膠鞋底
- DURACAP（范斯）
- 高跟鞋的氣袋
- 帆布
- 鞋帶護具
- 動態抓地力技術（DGT）（DC底盤）
- 超級絨面革（DC鞋）
- 系統G2緩衝（etnies，Emerica，éS）
- STI泡沫（etnies，Emerica，éS）
- 花邊環“隱藏”鞋帶
- 動作皮
- 熱塑性腳趾箱加固
- EVA中底
- 融合握力橡膠外底
- 不對稱穩定劑
- 矽橡膠可使鞋子使用壽命更長（SiRC）
- 隱藏口袋（鞋底或鞋舌下）
- 減震鞋墊（Nike SB）
- 芳綸纖維增強的鞋帶
- 冷握技術（CGT）
- Lunarlon（耐克SB）

滑板鞋的許多功能旨在提高其耐用性。滑板鞋在用於滑板運動時，會定期經受滑板握帶的磨蝕。這就是為什麼滑冰者傾向於快速穿鞋的原因。超級絨面革，運動皮革和鞋頭下方的塑料有助於增加滑冰鞋的耐用性。花邊環和保護套旨在通過屏蔽與抓地膠帶接觸的最常見區域來防止花邊碎裂。
其他常見特徵包括：三重針腳，具有更厚的胎面以防止撕裂；更大的寬度，從而使鞋舌與側面之間的接觸更緊密，鞋舌和側面的厚度可以得到補償；鞋底花紋深，便於抓握。